# Оймяконская впадина
Оймяконская впадина (также Оймяконская котловина) — обширное чашеобразное понижение в рельефе Оймяконского плоскогорья. Расположена на северо-востоке Республики Саха-Якутия, РФ. Имеет заболоченное днище, которое практически со всех сторон окружено высокими горными хребтами (Сунтар-Хаята и хребет Сарычева). Полуравнинный аллювиально-аккумулятивный рельеф впадины объясняется наносной деятельностью рек Индигирка и её притока Куйдусуна. Их долины расширяются, занимают большую часть впадины. На севере р. Индигирка прорывает горные хребты, окружающие впадину, и устремляет свои воды к Северному Ледовитому океану. Основные населённые пункты — Томтор и Оймякон.

## Особенности
В начале октября здесь, как и по всей Якутии, начинает формироваться сибирский антициклон с повышенным давлением воздуха. Устанавливается сухая, малооблачная, морозная погода. Начинается полярная ночь, во время которой происходит интенсивное выхолаживание земной поверхности, под которой расположена многолетняя вечная мерзлота. Для котловины характерны ярко выраженные зимние температурные инверсии в нижних слоях воздуха. Безоблачными ночами котловина активно отдаёт (излучает) тепло в верхние слои атмосферы, и на её дно стекает более тяжёлый морозный воздух с окружающих хребтов. По этой причине, на склонах хребтов зимой теплее, чем на дне Оймяконской котловины. Дно котловины расположено на уровне около 550 м выше уровня моря. Средняя высота около 700 м, максим. около 850. На каждые 100 м подъёма температура воздуха повышается на 1,5—2,0 °C. Ситуацию усугубляют скудные атмосферные осадки в зимний период, чем и объясняется тонкий снежный покров — не более 20 см. Оймяконская впадина получила мировую известность как полюс холода Северного полушария. Средняя температура января составляет порядка −50 °C, а абсолютный минимум — −67,7 °C. Весна поздняя. Среднесуточные температуры выше 0 °C устанавливаются лишь после 15 мая. В июне-июле происходит сильный нагрев поверхности. Средняя температура июля в котловине составляет в среднем 15 °C, но в отдельные дни послеобеденная жара может доходить до 35 °C и выше. Во впадине наблюдается максимальная годовая амплитуда температур на Земле, превышающая 100 °С.
Так, в 06.02.1933 г. на метеостанции Оймякон (расположенной в 2 км от с. Томтор) метеорологом В. И. Поповым была зарегистрирована температура −67,7 °C. Данный показатель является рекордным для Северного полушария в XX веке. Но стоит сказать, что до открытия метеостанции в Оймяконе наиболее низкие температуры воздуха в Северном полушарии регистрировались в районе Верхоянска. Вышеописанное стало поводом для длительного диспута о местонахождении полюса холода. Окончательную точку в этом споре в пользу Оймякона поставила работа одного из ведущих специалистов в области метеорологии и климатологии, заведующей лабораторией расчетных методов метеорологических прогнозов отдела динамической метеорологии Главной геофизической обсерватории им. А. И. Воейкова, заслуженного метеоролога Российской Федерации, доктора географических наук Анны Васильевны Мещерской и научного сотрудника вышеупомянутой лаборатории Маргариты Павловны Голод. В 2020 году с уточнением данных о самых низких температурах их рейтинг для Северного полушария изменился: Верхоянск и Оймякон оказались на втором месте по показателям морозной зимы — −67,8 °C, которые были зафиксированы на российском объекте в Верхоянске в феврале 1892 года и в Оймяконе в январе 1933-го.
Необходимо добавить, что суровость климата в Оймяконской впадине не может не влиять на живую природу. В отличие от Верхоянска, древовидные виды берез произрастают здесь очагово (причем все деревья тонкоствольные), не произрастает рябина, из животных нет рябчика, евражки, отсутствует сибирская лягушка, беднее видовой состав дневных бабочек и т. д. Безуспешными были все попытки интродукции ондатры и карася. Но уже за пределами котловины, например, в Терютском наслеге Оймяконского района или в окрестностях Усть-Неры евражка и карась встречаются, в районе Сеймчана и Момы водятся даже лягушки.